# Reckless (album)
Reckless is het vierde studioalbum van de Canadese zanger Bryan Adams, uitgebracht op 5 november 1984. Het werd Adams’ meest succesvolle album, met een verkoop van 5 miljoen exemplaren in de Verenigde Staten. Het was het eerste Canadees muziekalbum met een verkoop van meer dan een miljoen exemplaren in eigen land.
De opnames voor het album startten in maart 1984, kort na de promotietour voor het album Cuts Like a Knife, maar Adams was ontevreden met het verloop van de opnames en nam een maand pauze. In augustus kwam hij terug naar de studio samen met Tina Turner, met wie hij de track It's Only Love opnam. Hij bracht ook nieuwe nummers mee en begon de andere nummers opnieuw op te nemen. Het nummer Heaven was al opgenomen in juni 1983 voor de soundtrack van de film A Night in Heaven. Oorspronkelijk was dit nummer niet bedoeld voor het nieuwe album, maar op het laatste moment veranderde Adams van mening.
Er verschenen uit dit album zes singles, Run to You, It's Only Love, Heaven, Summer of '69, One Night Love Affair, en Somebody. Alle singles behaalden een plaats in de top 15 van de Amerikaanse Billboard Hot 100. De eerste drie singles haalden de Nederlandse en Belgische hitlijsten in 1985, terwijl de vierde single dit pas in 1990 deed.

## Tracklist
Alle muziek en teksten zijn geschreven door Bryan Adams en Jim Vallance. 
| 1.                 | One Night Love Affair               | 4:32 |
| 2.                 | She's Only Happy When She's Dancin' | 3:14 |
| 3.                 | Run to You                          | 3:54 |
| 4.                 | Heaven                              | 4:03 |
| 5.                 | Somebody                            | 4:44 |
| 6.                 | Summer of '69                       | 3:35 |
| 7.                 | Kids Wanna Rock                     | 2:36 |
| 8.                 | It's Only Love (met Tina Turner)    | 3:15 |
| 9.                 | Long Gone                           | 3:57 |
| 10.                | Ain't Gonna Cry                     | 4:06 |
| Totale duur: 37:58 |                                     |      |

## Personeel
- Bryan Adams – gitaar, zang, piano, mondharmonica
- Jim Vallance – percussie, medeproducent
- Keith Scott – elektrische gitaar, achtergrondzang
- Dave Taylor – basgitaar
- Pat Steward – drums, achtergrondzang
- Tommy Mandel – keyboards
- Jody Perpick – achtergrondmuziek en -zang
- Mickey Curry – drums
- Tina Turner – zang op It's Only Love
- Steve Smith – drums op Heaven
- Mike Fraser, Michael Sauvage – engineering, mixen
- Bob Ludwig – mastering